# Дамашкан, Виталий
Виталий Дамашкан (рум. Vitalie Damașcan; род. 24 января 1999, Сороки) — молдавский футболист, нападающий сборной Молдовы.

## Карьера

### Клубная карьера
Дамашкан является воспитанником спортивной школы города Сороки и клуба «Зимбру». Тренировался под руководством тренера Владимира Гудева.
Осенью 2015 года нападающий в составе молодёжной команды принимал участие в играх первого раунда Юношеской лиги УЕФА 2015/16 против чешского «Пршибрама».
29 ноября нападающий дебютировал в основной команде, выйдя на замену в компенсированное время матча с «Милсами». 30 ноября 2016 года нападающий отметился первым забитым мячом.
19 марта 2017 года было объявлено о переходе Дамашкана в «Шериф». В первой же игре за тираспольский клуб Виталие отметился забитым мячом в ворота своей бывшей команды, «Зимбру».
25 мая 2017 года нападающий отметился дублем в ворота «Зари» (Бельцы) и помог своей команде стать обладателем кубка Молдавии 2016/17. Спустя пять дней в «золотом матче» с «Дачией» Виталие открыл счёт во встрече, ставшей победной для его команды.
12 июля 2017 Дамашкан дебютировал в еврокубках, выйдя на замену в матче квалификационного раунда Лиги чемпионов против албанского «Кукеси». В январе 2018 года подписал контракт с итальянским клубом «Торино», который рассчитан на три с половиной года. Сумма трансфера составила 1,5 миллиона евро. Первую часть сезона 2018 года он проведёт в аренде в «Шерифе».
В июле 2019 года был отдан в аренду до конца сезона в нидерландскую «Фортуну». Первый свой гол забил в дебютной товарищеской игре против «Мерссен». Первый дубль свой оформил в домашнем матче 3 тура против «Виллема» (2:3), но не смог помочь команде уйти от поражения.

### Карьера в сборной
Виталие в составе юношеской сборной Молдавии (до 17 лет) играл во встречах отборочного раунда к чемпионату Европы 2016 в Азербайджане. Вместе с юношеской сборной Молдавии (до 19 лет) принимал участие в играх отборочного турнира к чемпионату Европы 2017.
26 сентября 2016 года Дамашкан был вызван в состав сборной Молдовы для участия в матчах квалификации к чемпионату мира 2018 против Сербии и Ирландии, однако на поле не появлялся.

## Достижения
«Шериф»
- Чемпион Молдавии (2): 2016/17, 2017
- Обладатель Кубка Молдавии: 2016/17

## Личная жизнь
Брат Илья (род. 1995) тоже профессиональный футболист.